# 日本教育会館
一般財団法人 日本教育会館（にほんきょういくかいかん、Japan Education Center）は、日本教育会館を維持管理する法人。元文部科学省所管。

## 概要
1950年4月1日に設立。戦前の社団法人日本教育会から、教育会館の建物、附属財産を引継ぎ、これを維持管理することを主たる目的としている。施設としての教育会館は東京都千代田区一ツ橋2-6-2にあり、同財団法人の所在地も会館内にある。
現在の建物は、1977年竣工、地下2階地上9階である。
会館建設の趣旨が、教職員の資質、活動の向上と研鑽にあったので、この会館の大小さまざまな研修室ホールは教員の研究会、研修会などに主として使われるものである。なお、宅地建物取引士法定講習の会場などにも、使用される。最大の一ツ橋ホールは、800人強の定員がある。また同施設内には、親と子と教職員のための教育相談室が常設されている。

## 一ツ橋ホール
座席数は802席で主に試写会や講演会、各種イベントやトークショーなどに利用されている。

### 設備
- 客席（554m2）802名収容
- 舞台（84m2）
- ホワイエ（129.25m2）

### アクセス
- 神保町駅より徒歩3分。
- 竹橋駅より徒歩5分。
- 九段下駅より徒歩7分
- 水道橋駅より徒歩15分。